# Стара Суха (Сохачевський повіт)
Стара Суха (пол. Stara Sucha) — село в Польщі, у гміні Нова-Суха Сохачевського повіту Мазовецького воєводства.
Населення — 143 особи (2011).

## Демографія
Демографічна структура станом на 31 березня 2011 року:
|          | Загалом | Допрацездатний вік | Працездатний вік | Постпрацездатний вік |
| -------- | ------- | ------------------ | ---------------- | -------------------- |
| Чоловіки | 74      | 20                 | 48               | 6                    |
| Жінки    | 69      | 14                 | 45               | 10                   |
| Разом    | 143     | 34                 | 93               | 16                   |